# Aarhus Teater
Aarhus Teater er Danmarks største landsdelsscene med fem scener under samme tag. Det er opført i slutningen af 1890'erne på initiativ af en kreds af teaterinteresserede borgere i Aarhus og blev indviet 15. september 1900. 
Det er opført i skønvirkestil og tegnet af arkitekten Hack Kampmann. Udsmykningerne er udført af billedkunstneren Karl Hansen Reistrup, og Holberg-figurerne i frisen på teatrets facade er af professor Hans Tegner.
Fra 1906 til 1954 husede Aarhus Teater biografen Fotorama. Biocity har senere opkaldt en af deres biografsale efter denne biograf og benytter det gamle logo ved indgangen til salen. 
Aarhus Teater besøges årligt af 100.000 gæster. Der spilles omkring 450 forestillinger fordelt på omkring 20 produktioner, med stor vægt på egenproduktioner. Teatret har et stort ensemble af fastansatte skuespillere. Det har egen snedker-, maler- og skræddersal og rekvisitværksted. 
Der er cirka 80 fastansatte foruden et stort antal løst ansatte.[kilde mangler]

## Scener
- Store scene: 701 siddepladser
- Scala: 285 siddepladser
- Studio: 80-100 siddepladser
- Stiklingen: 80-100 siddepladser[3]

## Café Hack
Café Hack er en café i Aarhus Teaters bygning, som er opkaldt efter arkitekten Hack Kampmann. Hovedparten af P4 radioprogrammet Café Hack blev optaget her.

## Galleri
- Aarhus Teater facade mod Bispetorv.
- Relief på facaden
- Figur på gavlen
- Publikumshallen
- loftet i publikumsområdet
- Teatersalen (Store Sal)